# Дворец в Тайнинском
Дворец в Тайнинском — не сохранившийся царский путевой дворец XVII века, в бывшем селе Тайнинском, которое являлось центром царской волости Московского уезда, на Троицкой дороге.
От него сохранилась только церковь Благовещения.

## История
Первые дворцовые постройки рядом с храмом Благовещения относятся к XV веку, когда село и волость принадлежали Василию III. Во времена Ивана Грозного на высоком берегу Яузы стояли деревянные «Садомовы палаты». С воцарением Романовых государи часто останавливаются в Тайнинском по дороге в Лавру. Царский дворец Алексея Михайловича подновляется во времена Петра I.
В 1749 году рядом с церковью, на месте обветшавших дворцовых построек, для Елизаветы Петровны строится новый царский дворец на острове, образованном запруженной рекой Яузой. От дворца к церкви высажена аллея, был на дворцовом острове сад с двумя прудами. Екатерина II выбрала Тайнинское для проведения своих дней рождения. В 1779 году дворец передаётся в ведение строителя Мытищинского-Московского водопровода Ф. В. Баура, а затем 30 лет стоит совсем заброшенный. Н. М. Карамзин в 1802 году посетил дворец и нашёл его в полном запустении:
Есть большие комнаты и видно, что некоторые были хорошо отделаны. <…> пустые залы, коридоры, высокие лестницы, остатки богатых украшений, <…> ветер воет в трубах, свистит в разбитые окончины и хлопает дверьми, с которых валится позолота. <…> Жаль, что такое приятное место, окружённое водою и густо осенённое древами, которые могли бы закрыть и самое огромное здание, теперь остаётся дикою пустынею. Везде трава в пояс; крапива и полынь растут на свободе. Сонные воды Яузы оделись тиною. Мосты сгнили так, что я с великим трудом мог через один из них перебраться.
Только в 1818 году встаёт вопрос о полном сносе дворца. Но 21 сентября 1823 года по неизвестной причине дворец сгорел.
Со временем на острове, где стояли царские хоромы, появились частные дома, сдаваемые внаём под дачи. Земство арендовало у купца А. И. Медикова двухэтажный дом и сарай на шесть лет, где открыло 20 октября 1878 года шестикоечную лечебницу, работавшую до 1925 года.
В мае 1996 года на дворцовом острове поставлен памятник Николаю II скульптора В. М. Клыкова, который вскоре был взорван. Повторное открытие состоялось 20 августа 2000 года.

## Описание Елизаветинского дворца
14 февраля 1749 года Императрица Елизавета Петровна указом велела построить вновь деревянный дворец в селе Тайнинском. Здание строилось быстро, и через семь месяцев был завершено. 17 сентября императрица со знатью устроила пир в новопостроенном Тайнинском дворце.
Описание Тайнинского дворца архитектором И. Мичуриным в начале XIX века:
Дворец был выстроен в два этажа и имел в нижнем — 12 комнат и сени, а в верхнем 5 комнат. Длина корпуса равнялась 22 сажени, а ширина 5 саженям. Нижний этаж был разделён на 2 равные части залой, помещённой посередине корпуса. Из залы на обе стороны, прорубленные двери вели в комнаты, которых на правой стороне 6, на левой — 5. Почти все комнаты равны между собой, только для сеней отведено небольшое помещение, вследствие чего комната, прилегающая к зале, несколько увеличена. Во дворец вели три крыльца — два больших, со стороны фасада, и одно — малое, с правой, боковой стороны. Крыльца были окружены точёными балясами, выкрашенные белой краской.
№ 1 — Первая комната, при входе во дворец, носила название прихожей. Стены её были оклеены бумажными обоями, по жёлтой земле которых шли травы. В правом углу стояла печь обращатая, живописная, с медной заслонкой. В углу висел образ св. Алексея митрополита, в серебряном окладе.
При императрице Екатерине II комната была обита сверх бумажных обоев присланными из Камор-Цалмейстерской Конторы обоями соломенковыми, травчатыми, столбовыми, через столб голубые с красным.
На окно повешена подъёмная, на медных кольцах, завеса, сшитая из белой тафты, с подзорами; а также поставлены четыре шандала медных с личинами.
Из прихожей вели две двери, одни простые, с медным знаком, на кольцо, а другие стеклянные, матовые — в зал.
№ 2 — Зал, с образом Воскресения Господня, помещался в большой средней комнате, освещённой с двух сторон шестью окнами, на которых висели тафтяные, голубые завесы с вырезными подзорами, опушенными высечкою. Посреди продольных сторон зала стояли две синие живописные печи с медными затворками. Стены, поверх бумажных цветных, по белой земле, обоев, были обтянуты красной шёлковой камкой.
На стенах висели 9 чеканных, с личинами, шандалов и 4 зеркала в рамах из красного дерева.
На правую сторону из зала вели столярные двери — в остальные пять комнат (№ 3-7).
Все эти комнаты имели совершенно одинаковый размер и соединялись между собой двумя или тремя дверями.

## Состав дворцового комплекса

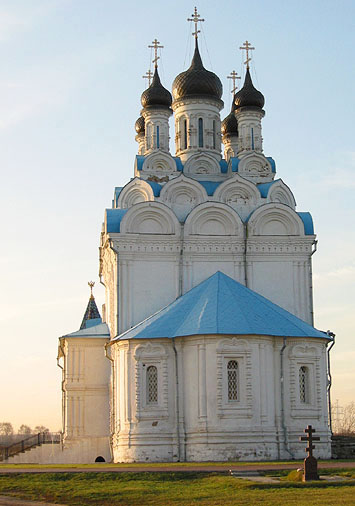
Благовещенская церковь 1670-х годов

- Дворец
- Церковь Благовещения
- Кавалерские покои
- Кухня, погреба
- Мосты
- Погреб в саду
- Караульная изба
- Сады
- Пруды
- Мельница

## Современность
В 2005 году были проведены раскопки фундамента Елизаветинского дворца. В планах восстановить дворец, дворцовые постройки и запрудить Яузу. Здесь возможно, будет находиться музей-заповедник.